# 富勒 (伊利諾伊州)
富勒（英語：Fuller）是位於美國伊利諾伊州科爾斯縣和莫爾特里縣的一個非建制地區。該地的面積和人口皆未知。

## 地理
富勒的座標為39°35′38″N 88°28′12″W / 39.59389°N 88.47000°W，而該地的平均海拔高度為204米（即669英尺）。